# Celso de Almeida Afonso
Celso de Almeida Afonso (Araxá, 5 de agosto de 1940 ― Uberaba, 26 de fevereiro de 2013) foi um médium brasileiro. Considerado como um dos sucessores de Chico Xavier, foi dele um grande aprendiz. 
Médium psicógrafo, trabalhou mais de 40 anos estudando e aplicando a doutrina espírita. Nos últimos anos, dedicava-se ao Centro Espírita "Aurélio Agostinho", em Uberaba.